# Areobindo (prefeito pretoriano)

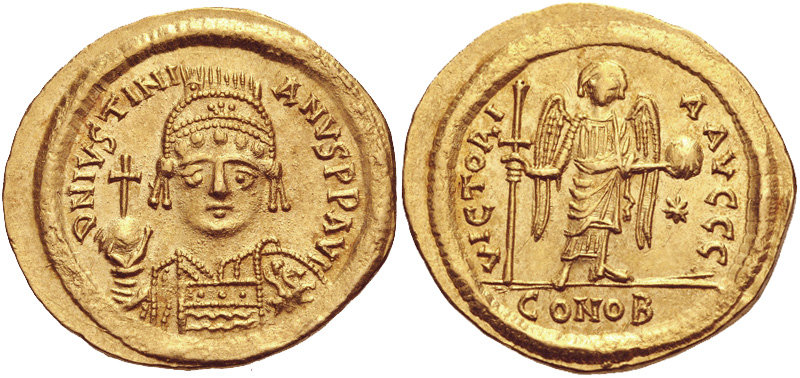
Soldo de Justiniano r.

Areobindo (em latim: Areobindus) foi um oficial bizantino do século VI, ativo durante o reinado do imperador Justiniano (r. 527–565). Aparece pela primeira vez em 553, quando ocupou a posição de prefeito pretoriano do Oriente. Embora seja incerto a data, sabe-se que também exerceu antes disso a posição de prefeito urbano em Constantinopla e que teria sido um mestre dos soldados honorário. Seu nome é registrado num peso de vidro, presumivelmente proveniente de seu tempo na prefeitura constantinopolitana.
Em 563, foi novamente registrado como ocupando ofício, porém é incerto qual. Os autores da Prosopografia do Império Romano Tardio sugeriram que novamente teria sido prefeito pretoriano do Oriente. Nesse ano recebeu uma cópia das Novelas do Código de Justiniano. Por vezes é identificado com o oficial homônimo cujo sobrinho, um comerciário na Palestina, foi sepultado em Jerusalém ca. 552.